# Крупа (притока Зрмање)
Ријека Крупа је ријека у Буковици, у сјеверној Далмацији, Република Хрватска. Извире у мјесту Крупа, а улијева се у ријеку Зрмању код Саставака.

## Одлике
Ријека Крупа извире под јужним обронцима планине Велебит. Извире из два врела недалеко од засеока Мандићи, из типичних крашких врела, и примивши своју прву притоку Оровачу, пробија се кроз дубоке усјеке у стијенама и на свом путу према Зрмањи у дужини од 10,8 km пролази поред истоименог православног Манастира Крупа. Након Манастирских лука, Крупа до утока у Зрмању тече кањоном у смјеру запада. На половини од укупне дужине тока у Крупу се, готово под правим углом с десне стране улијева њена друга притока Крњеза. Крњеза извире из огромне пећине у подножју Велебита и након кратког тока улијева се у Крупу. Крњеза је најкраћа и најљепша ријека у Буковици, дуга свега 600 метара, и на мјестима дубока и до 45 метара, која је врло хладна и бистра и изврсна је за пиће.
На свом току Крупа је изградила 19 слапова (ако рачунамо каскаде Деветерца као појединачне слапове) од којих већина што висином, што обликом спадају међу најљепше слапове у Европи. Низводно од утока Крњезе стијешњени кањон Крупе одједном се отвара и пружа поглед на пространу затрављену седрену баријеру звану Деветерац. Деветерац је добио име по девет седрених каскада које завршавају слапом високим 13 метара преко којег води Кудин мост. Иако су посљедња два лијева лука знатно оштећена, Кудин мост још увијек пркоси времену и високим водама. Слиједи Панин бук након којега се кањон у подручју Велича луке благо спушта, али само накратко. Већ код врха Пунта, који се оштро зарио у ријеку приморавши је да својим током опише готово половину круга, кањон поново досеже завидну висину стиснувши ријеку стијеном подно Бабиног града у узак тјеснац у којем су се заредала три слапа од којих су крајњи 12 метарски Бабин слап и 8 метара висок Драгичевића бук. Испод Драгичевића бука Крупа ствара сликовите издужене седрене прагове, пада преко још два мања слапа, и затим се улијева у ријеку Зрмању. Ријека Крупа је најдужа притока Зрмање.

## Знаменитости
На ријеци се налази православни манастир Крупа, који је саграђен 1317. године, као и Кудин мост, који је заштићени споменик културе. Кудин мост је изграђен у сувозиду, на прелазу из 18. у 19. вијек. Мост је дугачак 109 метара, просјечне ширине 1,5 метар. Састоји се од 12 лукова од седре који се измјењују с каменим дијеловима трасе, као и два пропуста за воду. Кад Крупа набуја онда преплави цијели мост, па су из тог разлога посљедња два лијева лука знатно оштећена. Природна заштита мосту је шаш који расте са узводне стране. Према легенди мост је изградио Јован Веселиновић звани Куде како би са сватовима дошао испросити своју дјевојку.

## Галерија
- Ушће Зрмање и Крупе
- Ријека Крупа
- Ријека Крупа